# Yamahashi Takashi
Takashi Yamahashi (sinh ngày 31 tháng 5 năm 1972) là một cầu thủ bóng đá người Nhật Bản.

## Sự nghiệp câu lạc bộ
Takashi Yamahashi đã từng chơi cho Cerezo Osaka và Consadole Sapporo.